# Dick Dekker

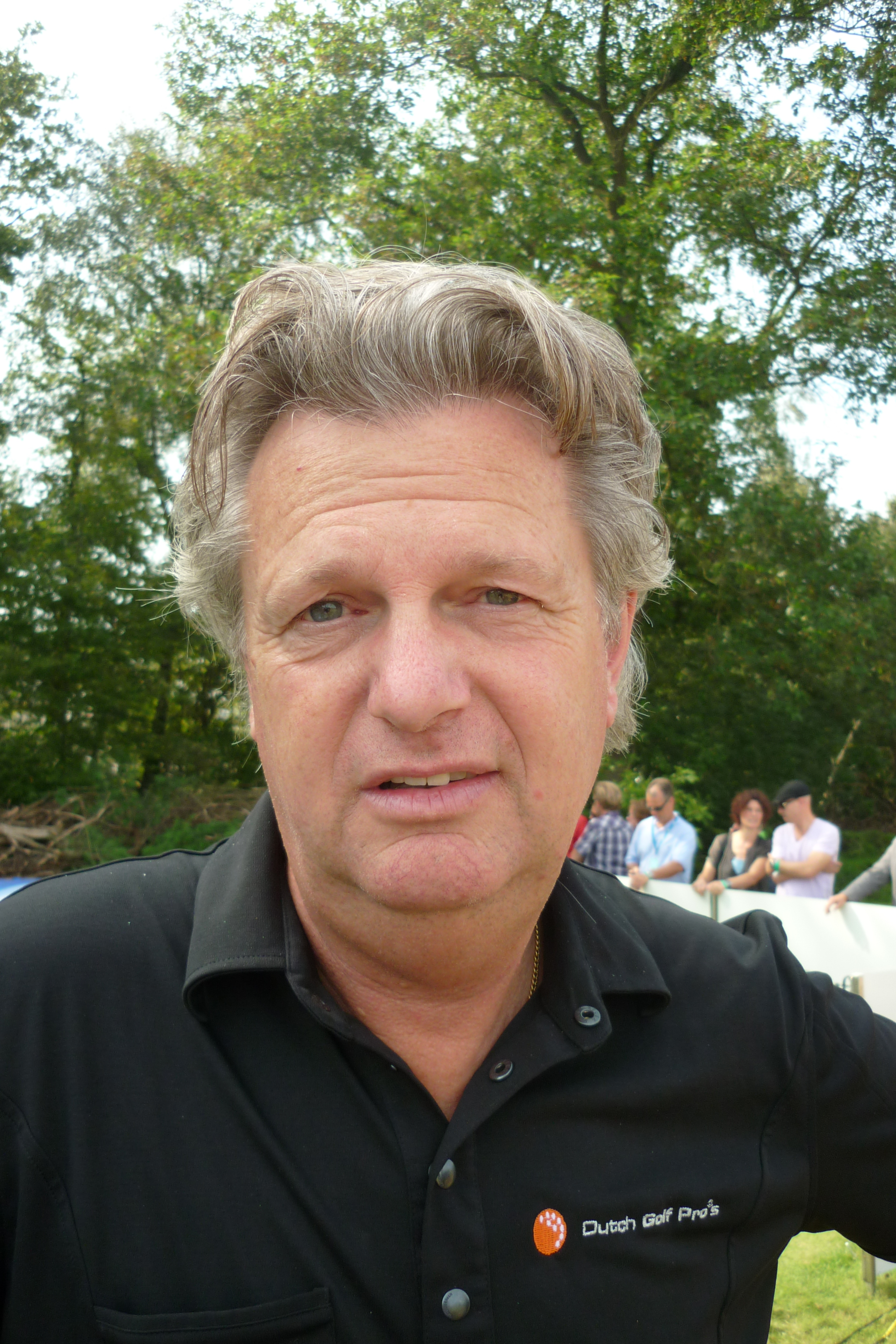
Dick Dekker op de KLM Open 2010

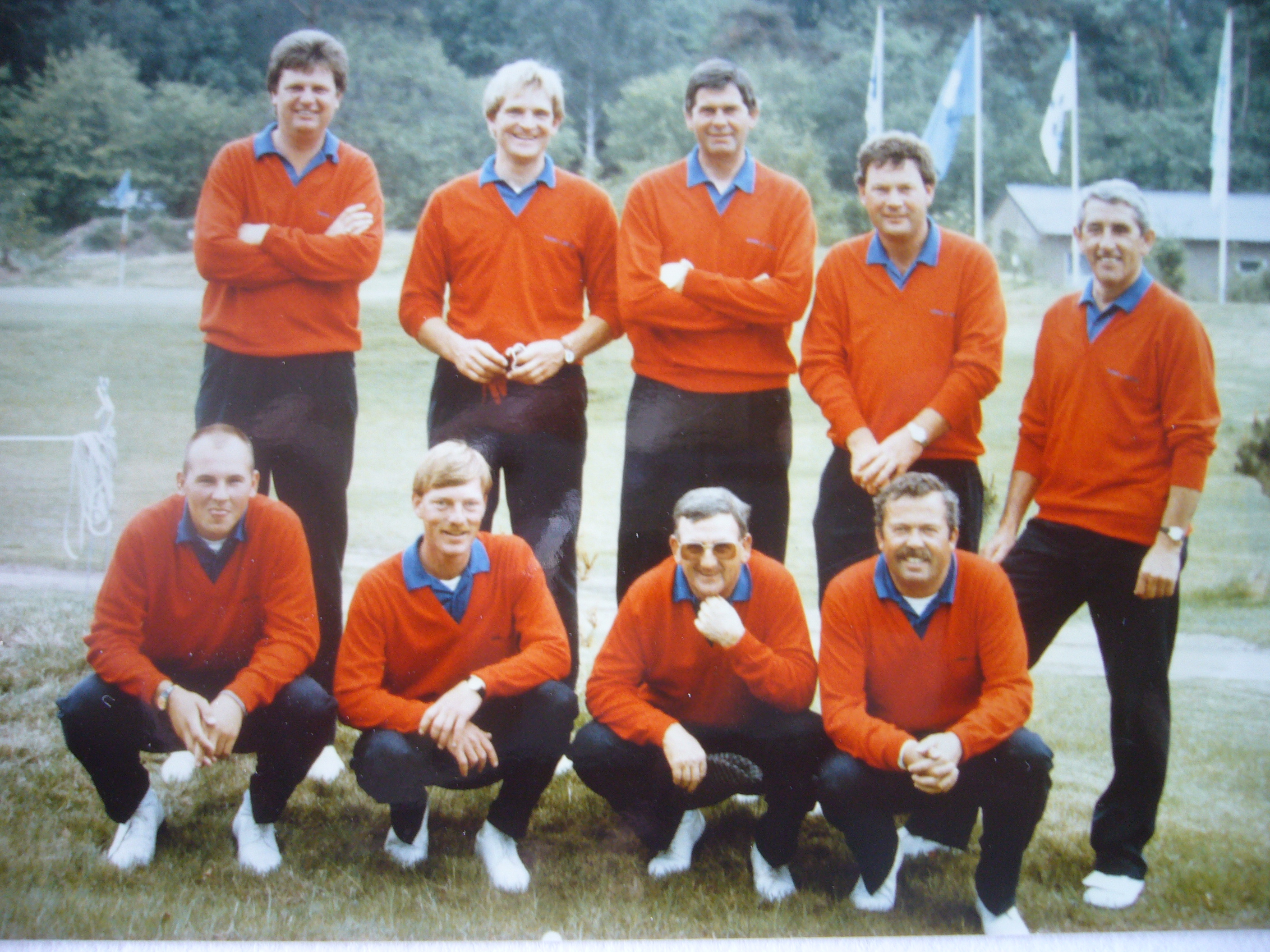
Team Nederlandse pro's 1990.

Dick Dekker (Amsterdam, 24 maart 1957) is een Nederlandse golfprofessional.

## Speler
Nadat Dick Dekker in 1975 op de Hattemse Golf jeugdkampioen is geworden werd hij opgenomen in het nationale team.
In 1980 werd Dekker professional.  Dat jaar won hij het Open van Zuid-Frankrijk in Valescure. Daarna heeft hij het Frans Open, het Spaans Open en het Madrid Open op de Europese Tour gespeeld. In 1986 speelde hij het KLM Open, waarbij hij was ingedeeld met Severiano Ballesteros, die het toernooi won.
In 1990 werd hij lid van het Nederlandse professionalteam, waarmee hij dat jaar in Oostende de Interland Holland - België speelde. Captain was toen Tom O'Mahoney. Ook speelde een Nederlands team tegen een team van buitenlandse pro's die in Nederland werkten. Van dat team was Henk Stevens captain.

### Gewonnen
- 1975: Nederlands jeugdkampioenschap
- 1980: Omnium de Valescure

### Teams
- International Team Matchplay: 1990

## Coach
Omdat Dick Dekker in Singapore opgroeide is hij behalve van PGA Holland ook lid van de Britse PGA. Dekker gaf onder andere les op Het Regthuys en probeerde wat internationale seniorentoernooien te spelen. In 2007 speelde Dekker het US Senior Open, waar hij was ingedeeld met Fred Griffin, een van de top-10-coaches in de Verenigde Staten.
In 2010 heeft hij zijn eigen bedrijf opgezet, waar hij met Rob van den Brink en Jesse Schmidt les geeft. Ook geven ze les op de Golf Academy Amstelborgh waar Van den Brink head-pro is.